# (20364) Zdeněkmiler
(20364) Zdeněkmiler, désignation internationale (20364) Zdenekmiler, est un astéroïde de la ceinture principale.

## Description
(20364) Zdenekmiler est un astéroïde de la ceinture principale. Il fut découvert le 20 mai 1998 à l'Observatoire Kleť par Miloš Tichý et Zdeněk Moravec. Il présente une orbite caractérisée par un demi-grand axe de 2,93 UA, une excentricité de 0,12 et une inclinaison de 2,8° par rapport à l'écliptique.

## Compléments